# Дворец на изящните изкуства (Мексико)
Вижте пояснителната страница за други значения на Дворец на изящните изкуства.
Дворецът на изящните изкуства (на испански: Palacio de Bellas Artes) е главният културен център на град Мексико, столицата на Мексико, включващ театър, художествена галерия и няколко музея.
Разположен е в центъра на града, в съседство с парка Аламеда Сентрал. Строителството му започва през 1904 година по проект на италианския архитект Адамо Боари, но е прекъснато поради политическа нестабилност и е завършено едва през 1934 година под ръководството на Федерико Марискал. Сградата съчетава неокласическа и ар нуво външна архитектура с интериори в стил ар деко.